# 羅馬中心原點

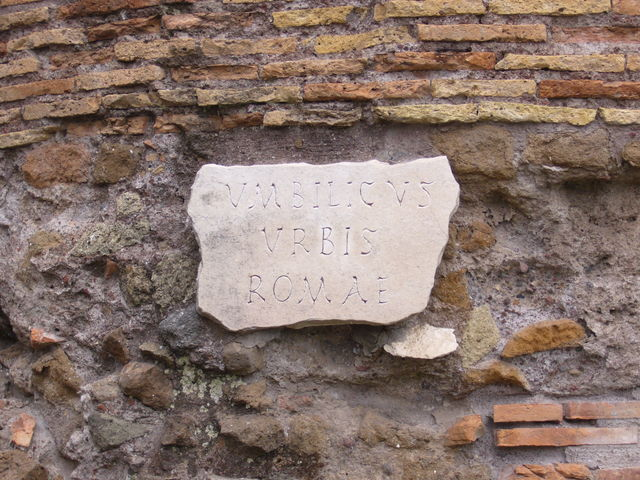
羅馬中心原點的紀念牌

羅馬中心原點（拉丁語：Umbilicus Urbis Romae）是指古羅馬時期羅馬市區的測量原點，位於古羅馬廣場的演講台一側。原點本為一高2米直徑4.45米的大理石製圓錐紀念碑，但現在只剩一些破片。羅馬中心原點修建於西元前2世紀。現在的中心原點修建於塞普蒂米烏斯·塞維魯執政時期。